# Жеребцов, Василий Семёнович
Василий Семёнович Жеребцов (1924—1975) — лейтенант Рабоче-крестьянской Красной Армии, участник Великой Отечественной войны, Герой Советского Союза (1945).

## Биография
Василий Жеребцов родился 3 января 1924 года в селе Мальцево (ныне — в черте посёлка Прямицыно Курской области). Получил неполное среднее образование, после чего работал в колхозе. В 1943 году Жеребцов был призван на службу в Рабоче-крестьянскую Красную Армию. С того же года — на фронтах Великой Отечественной войны. К августу 1944 года младший сержант Василий Жеребцов был наводчиком орудия 786-го лёгкого артиллерийского полка 46-й лёгкой артиллерийской бригады 12-й артиллерийской дивизии 4-го артиллерийского корпуса прорыва 69-й армии 1-го Белорусского фронта. Отличился во время форсирования Вислы.
1 августа 1944 года Жеребцов одним из первых переправился через Вислу и огнём своего орудия прикрыл переправу основных сил. В бою он подавил несколько вражеских огневых точек и миномётную батарею, а также уничтожил более взвода немецкой пехоты. В районе населённого пункта Барычка в 14 километрах к юго-западу от Пулавы Жеребцов отбил ряд вражеских контратак и нанёс противнику большие потери в боевой технике и живой силе.
Указом Президиума Верховного Совета СССР от 21 февраля 1945 года младший сержант Василий Жеребцов был удостоен высокого звания Героя Советского Союза с вручением ордена Ленина и медали «Золотая Звезда».
В 1945 году Жеребцов окончил курсы младших лейтенантов. В том же году в звании лейтенанта он был уволен в запас. Вернулся в родное село. Работал заведующим складом мелькомбината. Скончался 5 мая 1975 года.
Был также награждён орденом Отечественной войны 2-й степени и рядом медалей.